# Premi e riconoscimenti di Judi Dench
Questa è la lista che riassume tutti i premi e riconoscimenti di Judi Dench.
La Regina Elisabetta II le concesse il rango di Ufficiale dell'Ordine dell'Impero Britannico nel 1970, di Dama di Commenda dell'Ordine dell'Impero Britannico nel 1988 e divenne membro dell'Ordine dei Compagni d'Onore nel 2005.
Per il suo contributo alla cultura cinematografica e televisiva e ricevuto Dottorati Honoris Causa da diverse Università tra cui: Università del Surrey, Università di Durham, Queen Margaret University, Università di St. Andrews, University of East Anglia e l'Università di Leeds.

## Premi cinematografici e televisivi

### Principali
- Premio Oscar
  - 1998 - Candidatura alla migliore attrice protagonista per La mia regina
  - 1999 - Migliore attrice non protagonista per Shakespeare in Love
  - 2001 - Candidatura alla migliore attrice non protagonista per Chocolat
  - 2002 - Candidatura alla migliore attrice per Iris - Un amore vero
  - 2006 - Candidatura alla migliore attrice per Lady Henderson presenta
  - 2007 - Candidatura alla migliore attrice per Diario di uno scandalo
  - 2014- Candidatura alla migliore attrice per Philomena
  - 2022 - Candidatura alla migliore attrice non protagonista per Belfast
- Premio BAFTA
  - British Academy Film Awards
    - 1966 - Migliore attrice debuttante per Alle 4 del mattino, due uomini... due donne
    - 1986 - Candidatura alla migliore attrice non protagonista per Il mistero di Wetherby
    - 1987 - Migliore attrice non protagonista per Camera con vista
    - 1988 - Candidatura alla migliore attrice non protagonista per 84 Charing Cross Road
    - 1989 - Migliore attrice non protagonista per Il matrimonio di Lady Brenda
    - 1998 - Migliore attrice protagonista per La mia regina
    - 1999 - Migliore attrice non protagonista per Shakespeare in Love
    - 2001 - Candidatura alla migliore attrice non protagonista per Chocolat
    - 2001 - Academy Fellowship Award
    - 2002 - Migliore attrice protagonista per Iris - Un amore vero
    - 2002 - Candidatura alla migliore attrice non protagonista per The Shipping News - Ombre dal profondo
    - 2006 - Candidatura alla migliore attrice protagonista per Lady Henderson presenta
    - 2007 - Candidatura alla migliore attrice protagonista per Diario di uno scandalo
    - 2012 - Candidatura alla migliore attrice non protagonista per Marilyn
    - 2013 - Candidatura alla migliore attrice non protagonista per Skyfall
    - 2014 - Candidatura alla migliore attrice protagonista per Philomena

  - British Academy Television Awards
    - 1968 - Migliore attrice per Talking to a Stranger
    - 1980 - Candidatura alla migliore attrice per On Giant's Shoulders
    - 1982 - Migliore attrice per A Fine Romance, Going Gently e Il giardino dei ciliegi
    - 1983 - Candidatura alla migliore attrice per A Fine Romance
    - 1984 - Candidatura alla migliore attrice per A Fine Romance
    - 1984 - Candidatura alla migliore attrice per Saigon: Year of the Cat
    - 1985 - Migliore attrice per A Fine Romance
    - 1990 - Candidatura alla migliore attrice per Behaving Badly
    - 1996 - Candidatura alla miglior performance in una commedia per As Time Goes By
    - 1998 - Candidatura alla miglior performance in una commedia per As Time Goes By
    - 2001 - Migliore attrice per The Last of the Blonde Bombshells
    - 2008 - Candidatura alla miglior attrice per Cranford
- Golden Globe
  - 1998 - Migliore attrice in un film drammatico per La mia regina
  - 1999 - Candidatura alla migliore attrice non protagonista per Shakespeare in Love
  - 2001 - Candidatura alla migliore attrice non protagonista per Chocolat
  - 2001 - Miglior attrice in una mini-serie o film per la televisione per The Last of the Blonde Bombshells
  - 2002 - Candidatura alla migliore attrice in un film drammatico per Iris - Un amore vero
  - 2006 - Candidatura alla migliore attrice in un film commedia o musicale per Lady Henderson presenta
  - 2007 - Candidatura alla migliore attrice in un film drammatico per Diario di uno scandalo
  - 2008 - Candidatura alla miglior attrice in una mini-serie o film per la televisione per Cranford
  - 2010 - Candidatura alla miglior attrice in una mini-serie o film per la televisione per Return to Cranford
  - 2012 - Candidatura alla migliore attrice in un film commedia o musicale per Marigold Hotel
  - 2014 - Candidatura alla migliore attrice in un film drammatico per Philomena
  - 2018 - Candidatura alla migliore attrice in un film commedia o musicale per Vittoria e Abdul
- Premio Emmy
  - 2001 - Candidatura alla migliore attrice in una miniserie o film per la televisione per The Last of the Blonde Bombshells
  - 2008 - Candidatura alla migliore attrice in una miniserie o film per la televisione per Cranford
  - 2010 - Candidatura alla migliore attrice in una miniserie o film per la televisione per Return to Cranford
  - 2012 - Candidatura alla migliore attrice in un film commedia o musicale per Roald Dahl's Esio Trot
- Screen Actors Guild Award
  - 1998 - Candidatura alla migliore attrice cinematografica per La mia regina
  - 1999 - Candidatura alla migliore attrice non protagonista cinematografica per Shakespeare in Love
  - 1999 - Miglior cast cinematografico per Shakespeare in Love
  - 2001 - Candidatura al miglior cast cinematografico per Chocolat
  - 2001 - Migliore attrice non protagonista cinematografica per Chocolat
  - 2001 - Candidatura alla miglior attrice in una mini-serie o film per la televisione per The Last of the Blonde Bombshells
  - 2002 - Candidatura alla migliore attrice cinematografica per Iris - Un amore vero
  - 2002 - Candidatura alla migliore attrice non protagonista cinematografica per The Shipping News - Ombre dal profondo
  - 2006 - Candidatura alla migliore attrice cinematografica per Lady Henderson presenta
  - 2008 - Candidatura alla migliore attrice cinematografica per Diario di uno scandalo
  - 2010 - Candidatura al miglior cast cinematografico per Nine
  - 2012 - Candidatura al miglior cast cinematografico per Marigold Hotel
  - 2014 - Candidatura alla migliore attrice cinematografica per Philomena
  - 2018 - Candidatura alla migliore attrice cinematografica per Vittoria e Abdul
  - 2022 - Candidatura al miglior cast cinematografico per Belfast

### Altri
- American Comedy Awards
  - 2001 - Candidatura come miglior attrice divertente in una serie TV per The Last of the Blonde Bombshells
- British Independent Film Awards
  - 2006 - Candidatura alla migliore attrice in un film indipendente per Lady Henderson presenta
  - 2007 - Migliore attrice in un film indipendente per Diario di uno scandalo
  - 2012 - Candidatura alla migliore attrice in un film indipendente per Marigold Hotel
  - 2014 - Candidatura alla migliore attrice in un film indipendente per Philomena
- Critics' Choice Awards
  - 2005 - Candidatura alla miglior attrice per Lady Henderson presenta
  - 2007 - Candidatura alla migliore attrice per Diario di uno scandalo
  - 2009 - Candidatura alla miglior cast corale per Nine
  - 2012 - Candidatura alla miglior attrice non protagonista per Skyfall
  - 2012 - Candidatura alla miglior attrice in un film d'azione per Skyfall
  - 2012 - Candidatura alla miglior attrice per Philomena
- Empire Awards
  - 2013 - Candidatura come miglior attrice per Skyfall
- Las Vegas Film Critics Society
  - 2001 - Candidatura come miglior attrice per Iris - Un amore vero
- National Board of Review
  - 2005 - Miglior cast per Lady Henderson presenta
- Boston Society of Film Critics Awards
  - 2006 - Candidatura come miglior attrice per Diario di uno scandalo
  - 2013 - Candidatura come miglior attrice per Philomena
- European Film Awards
  - 2002 - Candidatura come miglior attrice per Iris - Un amore vero
  - 2005 - Candidatura come miglior attrice per Ladies in Lavender
- National Society of Film Critics
  - 1998 - Candidatura come miglior attrice per La mia regina
  - 1999 - Miglior attrice non protagonista per Shakespeare in Love
  - 2007 - Candidatura come miglior attrice per Diario di uno scandalo
- New York Film Critics Circle Awards
  - 1998 - Candidatura come miglior attrice per La mia regina
  - 1999 - Candidatura come miglior attrice non protagonista per Shakespeare in Love
  - 2005 - Candidatura come miglior attrice per Lady Henderson presenta
  - 2007 - Candidatura come miglior attrice per Diario di uno scandalo
- Satellite Award
  - 1998 - Migliore attrice in un film drammatico per La mia regina
  - 2001 - Candidatura alla migliore attrice non protagonista in un film drammatico per Chocolat
  - 2002 - Candidatura alla migliore attrice in un film drammatico per Iris - Un amore vero
  - 2006 - Candidatura alla migliore attrice in un film commedia o musicale per Lady Henderson presenta
  - 2007 - Candidatura alla migliore attrice in un film drammatico per Diario di uno scandalo
  - 2008 - Miglior attrice in una mini-serie o film per la televisione per Cranford
  - 2009 - Miglior cast per Nine
  - 2010 - Candidatura alla miglior attrice in una mini-serie o film per la televisione per Return to Cranford
  - 2012 - Candidatura alla migliore attrice non protagonista per Skyfall
  - 2014 - Candidatura alla migliore attrice per Philomena
  - 2018 - Candidatura alla migliore attrice per Vittoria e Abdul

## Premi teatrali
- Premio Laurence Olivier
  - 1977 - Miglior attrice in un revival per Macbeth
  - 1980 - Miglior attrice in un revival per Juno and the Paycock
  - 1982 - Candidatura come miglior attrice in un revival per L'importanza di chiamarsi Ernesto
  - 1982 - Candidatura come miglior attrice in una nuova opera per Othere Places
  - 1983 - Miglior attrice in una nuova opera per Pack of Lies
  - 1987 - Miglior attrice per Antonio e Cleopatra
  - 1992 - Candidatura come miglior regia di un musical per The Boys from Syracuse
  - 1993 - Candidatura come miglior attrice per The Gift of the Gorgon
  - 1996 - Miglior attrice per Absolute Hell
  - 1996 - Miglior attrice in un musical per A Little Night Music
  - 1998 - Candidatura come miglior attrice per Amy's View
  - 1999 - Candidatura come miglior attrice per Filumena Marturano
  - 2004 - Premio alla carriera
  - 2005 - Candidatura come miglior attrice non protagonista per Tutto è bene quel che finisce bene
  - 2014 - Candidatura come miglior attrice per Peter and Alice
  - 2016 - Miglior attrice non protagonista per Il racconto d'Inverno
- Tony Award
  - 1999 - Miglior attrice protagonista in un'opera teatrale per Amy's View